# 雷巴奇半島
69°42′N 32°36′E / 69.700°N 32.600°E

红色为雷巴奇半島

雷巴奇半島是俄羅斯的半島，由摩爾曼斯克州負責管轄，南面是莫托夫灣，面積1,200平方公里，最高點海拔高度299米，周圍海域全年時間不會被冰覆蓋。通过斯列德尼半岛与大陆相连。

## 历史
1826年俄国与挪威划界，半岛归属俄国。 

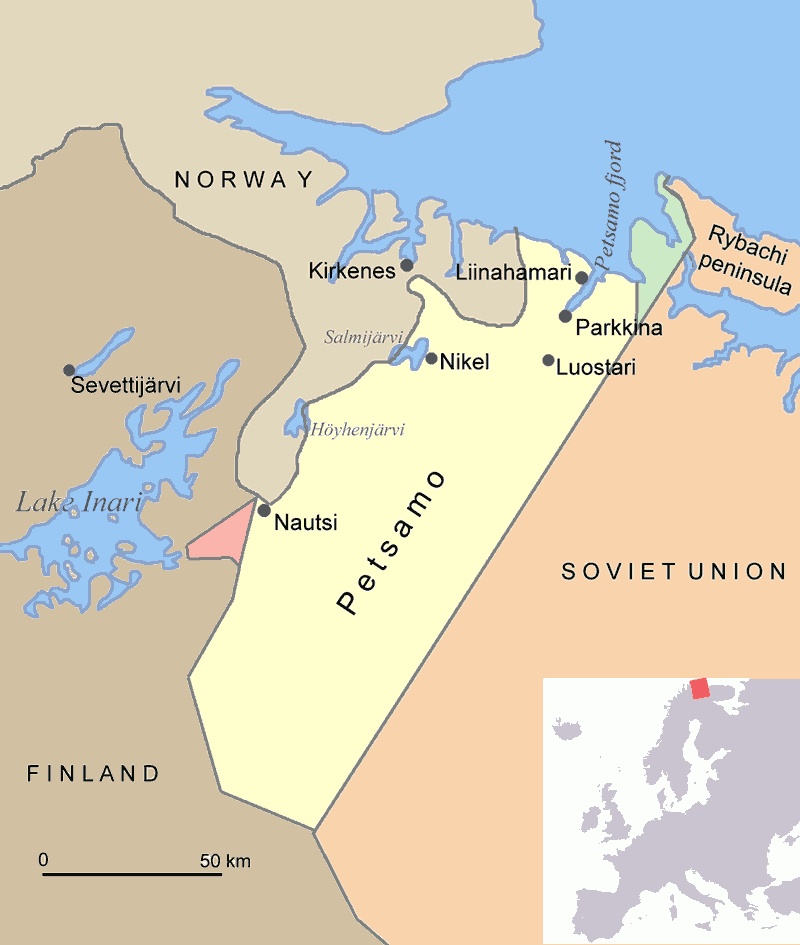
历史地图。绿色部分是1940年3月芬兰割让给苏联。

1920年，苏俄把半岛西侧割让给芬兰。1940年3月，芬兰签署莫斯科和平协定，把半岛西侧割让给苏联。
- 破败建筑
- Vaida-Guba
- Ozyorko湾
- 东北角的Tsypnavolok（英语：Tsypnavolok）
- 船骸（英语：Shipwreck）

## 外部連結
- News article regarding the dispute

1. ↑  Administrative-Territorial Division of Murmansk Oblast, p. 53